# Наурський район
Наурський район (чеч. Невран кӀошт, рос. Наурский район) - адміністративна одиниця у складі Чеченської республіки Російської Федерації. Адміністративний центр - станиця Наурська.
Розташований на північному заході Чечні, на території культурно-історичного регіону Терщина - раніше мішаної українсько-російської етнічної території. Район утворений 1935 року. Населення становить 57 225 осіб. Площа - 2225 км². Району підпорядковані 29 населених пунктів, які входять до 14 сільських поселень.

## Населення
Національний склад населення району:
|                           | Перепис 1989 року | Перепис 2002 року | Перепис 2010 року |
| ------------------------- | ----------------- | ----------------- | ----------------- |
| Все населення             | 46 422            | 51 143            | 54 752            |
| Чеченці                   | 27 583 (59,4 %)   | 41 732 (81,6 %)   | 46 376 (84,70 %)  |
| Росіяни                   | 16 589 (35,7 %)   | 6 538 (12,8 %)    | 4 394 (8,03 %)    |
| Турки                     |                   | 1 641 (3,2 %)     | 1 434 (2,62 %)    |
| Кумики                    | 73 (0,2 %)        | 71 (0,1 %)        | 452 (0,83 %)      |
| Табасарани                |                   |                   | 357 (0,65 %)      |
| Аварці                    | 180 (0,4 %)       | 88 (0,2 %)        | 325 (0,59 %)      |
| Лезгини                   |                   |                   | 175 (0,32 %)      |
| Вірмени                   | 77 (0,2 %)        | 56 (0,1 %)        | 110 (0,20 %)      |
| Казахи                    |                   |                   | 100 (0,18 %)      |
| Азербайджанці             |                   |                   | 92 (0,17 %)       |
| Українці                  | 517 (1,1 %)       | 92 (0,2 %)        | 50 (0,09 %)       |
| Інгуші                    | 244 (0,5 %)       | 53 (0,1 %)        | 41 (0,07 %)       |
| Ногайці                   | 11 (<0,1 %)       | 12 (<0,1 %)       | 34 (0,06 %)       |
| Інші і ті, які не вказали | 1 148 (2,5 %)     | 860 (1,7 %)       | 812 (1,49 %)      |